# Южский народный дом
Южский народный дом — народный дом в Юже Ивановской области. Построен в 1910 году на средства местных фабрикантов Балиных по проекту архитектора Гюстава Герлиха для устроения в нём любительского театра. С 1993 года народный дом носит название «Южский районный Дом культуры». В 2018 году труппе театра было присвоено звание «Заслуженный коллектив народного творчества Российской Федерации». С 2018 года здание является объектом культурного наследия местного значения. 

## История возникновения
Южский народный театр получил свое начало 1894 году с кружка любителей драматического искусства, основателями которого стали несколько служащих конторы «Товарищества Мануфактур А. Балина» в Юже. Сначала спектакли были домашними: публику составляли только товарищи по службе. Через год Товарищество пригласило режиссёра и отвело под театр помещение манежа, вмещавшее до 700 зрителей. Кроме режиссёра, на постоянном жаловании состояли две артистки, декоратор, капельмейстер оркестра, плотник и сторож; в антрактах играл оркестр музыкантов-любителей.

## Строительство здания
Здание Народного дома в стиле «модерн» было построено в 1910 году в центре Южи на средства южских фабрикантов Балиных (директором в эти годы являлся Валентин Асигкритович Балин) по проекту архитектора Гюстава Герлиха. Это был каменный дом, специально предназначенный для любительского театра — со сценой, оборудованной приспособлениями для подъема декораций. Зрительный зал на 1000 человек был максимально приближен к театральному — театральные балконы, мягкие удобные кресла, оркестровая яма, суфлёрская будка, прекрасная акустика. Театр обладал большим запасом костюмов, театрального реквизита, париков, декораций. В здании было предусмотрено фойе «для занятий с народом», гостиная с мягкой мебелью для отдыха посетителей, библиотека, биллиардная, буфет, подсобные помещения. 
Официальное открытие Народного Дома состоялось 9 января 1911 года, в день празднования 25-летнего юбилея «Товарищества». В день открытия для жителей был дан спектакль по пьесе А. П. Чехова «Дядя Ваня» с участием местных любителей драматического искусства. Для организации театрального дела из губернских центров были приглашены режиссёр и два актёра. Художником и декоратором выступали местные мастера.

## После революции

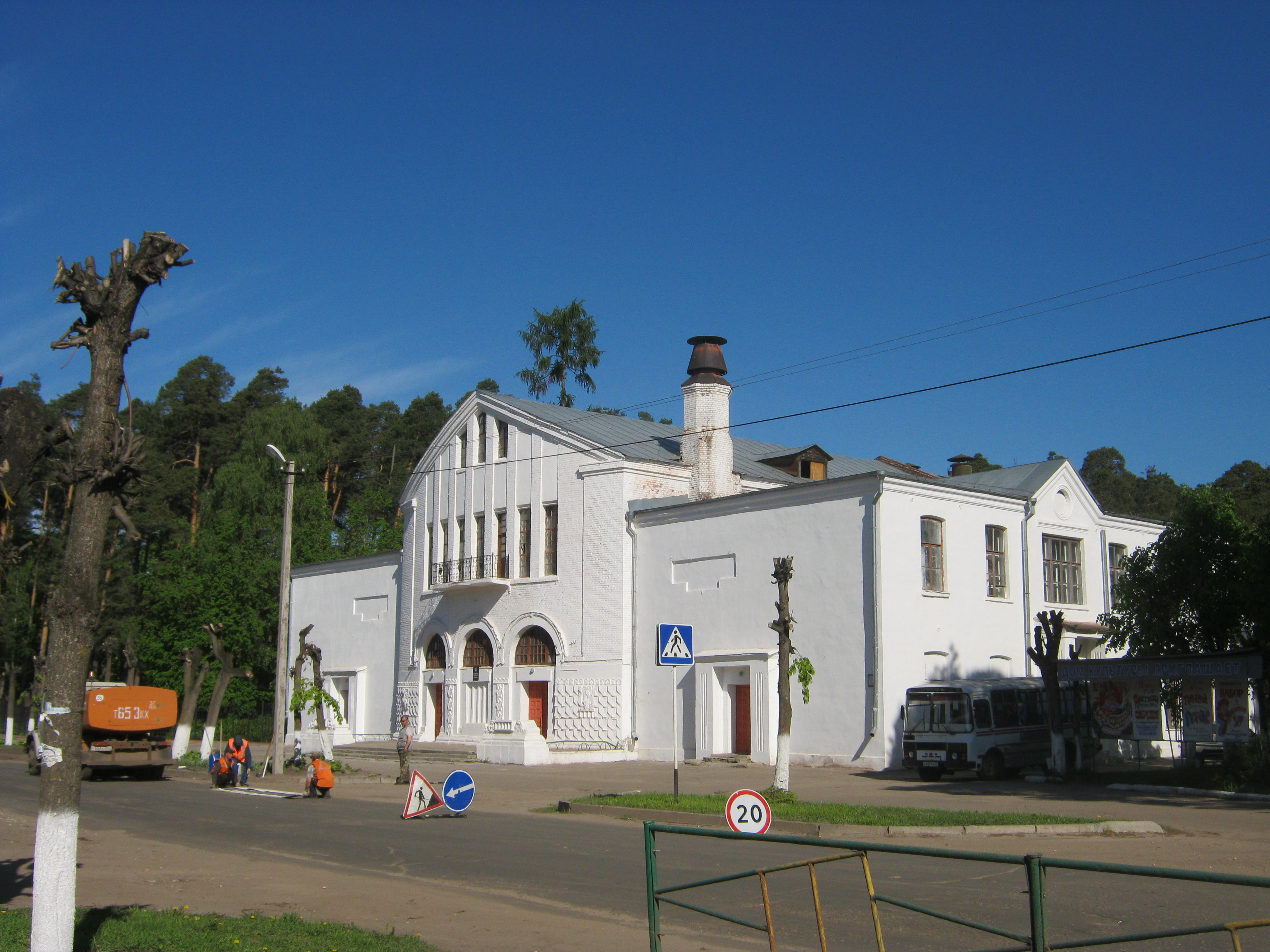
Народный дом до реставрации. 2012

За всю свою историю Южский театр никогда не прекращал своей работы. Его отличительной особенностью театра было участие в постановках рабочих и служащих фабрики, а также местной интеллигенции.
После революции 1917 года здание, как и мануфактура Балиных, было национализировано. В советское время являлось клубом фабрики имени М. В. Фрунзе, народный театр продолжал функционировать.
23 июня 1967 году южскому театру одному из первых было присвоено звание «Народный». В газете «Правда» появилась статья «Южа театральная», и о театре узнал весь Советский Союз.
С 1993 года Народный Дом называется районным Домом культуры.
В 1999 году при театре была организована детская театральная студия «Театрина», которая стала кузницей кадров для старшего состава театра.
С 2002 года режиссёром театра является Елена Валерьевна Артемьева, выпускница московского университета культуры и искусства. Под её руководством любительская труппа вышла на новый уровень своей истории.
В 2004 году при театре был открыт музей, который хранит сохраняет наследие театра в фотографиях, костюмах, в реквизите. Для всех желающих проводятся экскурсии.
В 2010 году народному театру присвоено звание «Заслуженный коллектив народного творчества Ивановской области».
В 2013 году Южский театр стал Лауреатом областного фестиваля «И вновь эти игры...» в номинации «Лучший актёрский ансамбль».
В 2018 году театру было присвоено звание «Заслуженный коллектив народного творчества Российской Федерации».
В 2020 году по поручению губернатора Ивановской области Станислава Воскресенского началась реставрация здания Народного дома.
В 2024 году театр отметил свой 130-летний юбилей.
Сегодня в районном Доме культуры работает 32 клубных формирования — коллективы художественной самодеятельности, кружки, студии. В них занимаются 800 человек, что составляет 6% населения города, от 6 до 88 лет. 6 коллективов имеют звание «народного» и «образцового». Вклад театра в культурную жизнь города и района огромен.